# Bert Lytell
Bert Lytell (ur. 24 lutego 1885, zm. 28 września 1954) – amerykański aktor filmowy i telewizyjny.

## Filmografia
seriale
- 1948: The Philco Television Playhouse
- 1951: Tales of Tomorrow jako Dr. Hardensteen
- 1952: Broadway Television Theatre

film
- 1917: Samotny Wilk jako Michael Lanyard
- 1921: The Idie Rich jako Samuel Weatherbee
- 1925: Statek dusz jako Langley Barnes
- 1929: Córka Samotnego Wilka jako Michael Lanyard
- 1931: Śliskie perły jako Bert Lydell

## Wyróżnienia
Posiada swoją gwiazdę na Hollywoodzkiej Alei Gwiazd.